# هوشینو گاکی
هوشینو گاکی (انگلیسی: Hoshino Gakki) شرکت تجهیزات موسیقی ژاپنی است، که در سال ۱۹۰۸ تأسیس شد.